# Sociedad Humanitarios de San Martín
La Sociedad Humanitarios de San Martín o Humanitarios de San Martín, es una organización cultural y benéfica surgida para paliar el conflicto ganadero del año 1905 y que ha dado lugar a la Fiesta de los Humanitarios, declarada de interés turístico nacional y que se celebra el día de San Martín en Moreda y que es conocida y se ha extendido a otros lugares de España.

## Orígenes
Esta Sociedad nace en el año 1905, con el objetivo de hacer valer los derechos de los ganaderos de Aller sobre los pastos de los montes colindantes de este concejo con los  de Lena, reivindicando esta Sociedad el respeto al convenio de uso conjunto de estos montes, establecido a finales del siglo XIX y que los ganaderos de Lena pretendían dejar sin efecto .  
El pleito interpuesto en 1914 contra los ganaderos de Lena se gana y cumplido este objetivo, la Sociedad se constituye como una entidad de  carácter benéfico, socorriendo muchas necesidades de la parroquia integrada por las poblaciones de Moreda y Caborana, actuaciones que hicieron  a los integrantes de esta sociedad merecedores del apelativo Los Humanitarios. Entre las primeras actividades de esta sociedad, al margen de la defensa de los intereses de los ganaderos y comerciantes que la constituyeron  en sus orígenes y las actuaciones de carácter humanitario con los más necesitados, cabe destacar la construcción del alcantarillado de Moreda y Caborana y la conservación de las costumbres populares. 
La parroquia de Moreda fue en estos primeros tiempos de la sociedad, por exigencia de la misma ante el ayuntamiento de Aller, considerada entidad local menor.  En el año 1925, la sociedad protagoniza, con el apoyo de  José María Gil Robles y del general Zubillaga un intento de segregación de Moreda del ayuntamiento de Aller, llegando a plantear sin éxito su solicitud en Madrid ante el general Miguel Primo de Rivera.

## Fiesta de San Martín

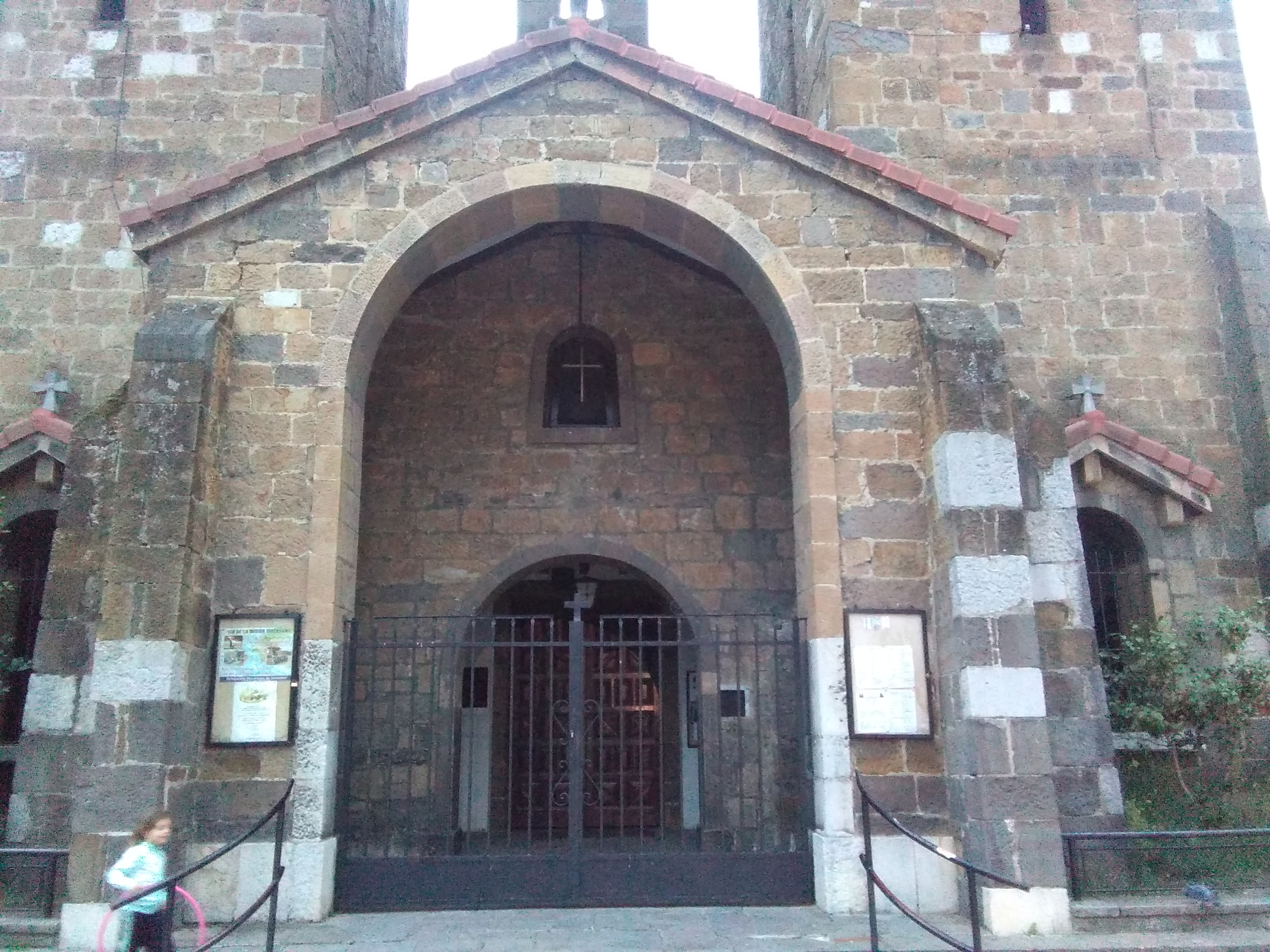
Iglesia de San Martín de Moreda

Conocida popularmente como la Fiesta de los Humanitarios. Aunque antiguamente  las fiestas más importantes de Moreda eran las de la Virgen del Carmen, el patrono de la parroquia desde su creación es San Martín, existía desde entonces en el pueblo una cofradía en honor al santo,  a ella pertenecían todos los nativos de Moreda. Esta cofradía o hermandad no solo hacía acto de presencia el día 11 de noviembre, sino que durante todo el año se dedicaba a remediar las necesidades de los vecinos necesitados. En la fecha destinada a la festividad del santo patrono era costumbre reunirse en una  comida en la que plato principal era la fabada. Desaparece la cofradía durante la guerra civil y la posguerra, pero la costumbre de comer les fabes en el día San Martín continuó. 

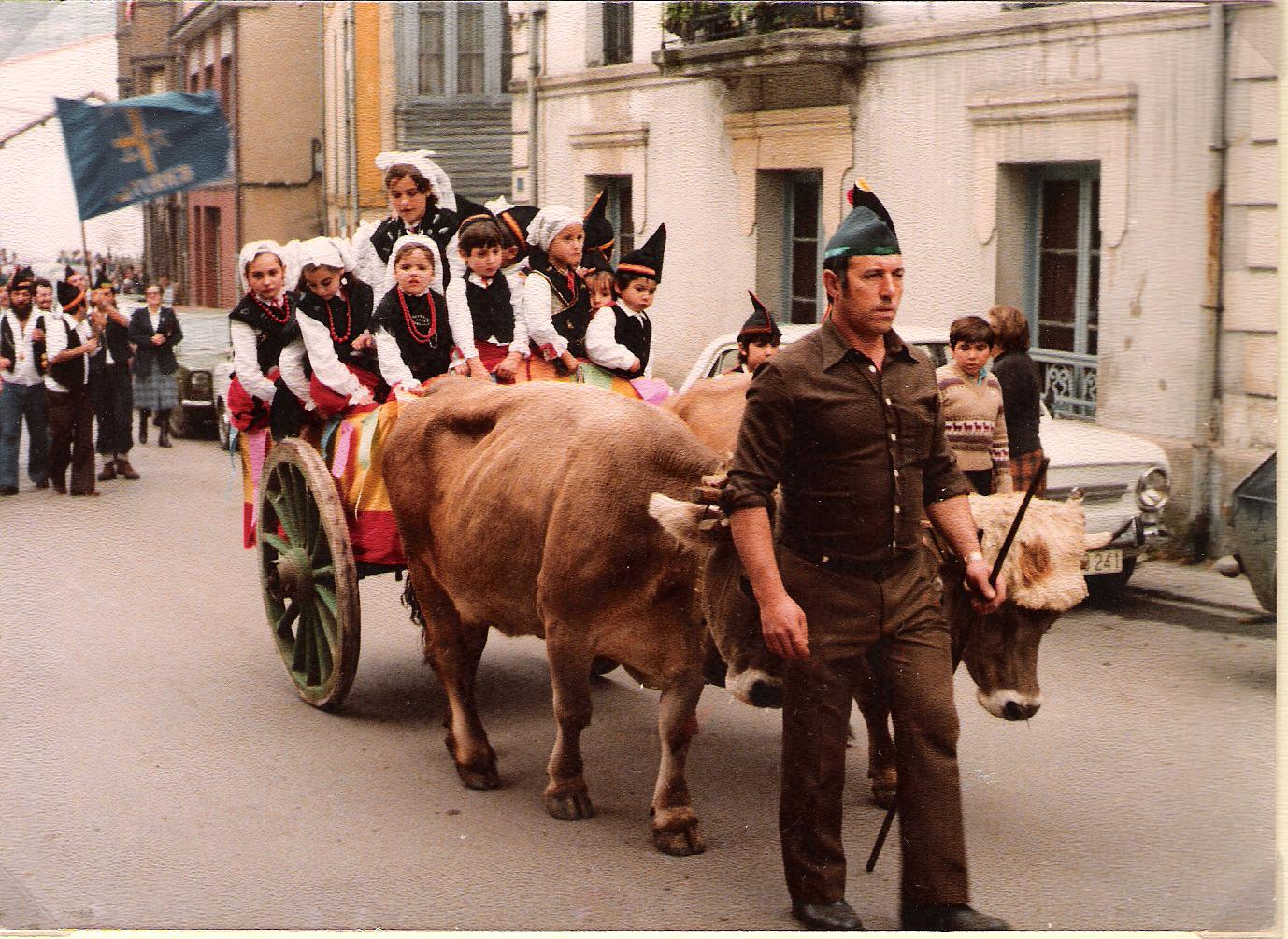
Desfile de asturianinos en carro de bueyes en San Martín

## Nueva época
La fiesta resucita en 1961.Esta segunda fase de la fiesta de los Humanitarios se gesta en el bar de Vallina, de la Casa Nueva, en Moredasegún recoge D. Luis Alonso. Existen fotografías del año de 1947 de un grupo de Humanitarios comiendo y celebrando ese día.

## Sede Social
La primera sede, conocida entre los alleranos como la casina de Los Humanitarios,  fue cedida por el párroco en arrendamiento a la sociedad en 1919. La casina fue derruida y actualmente la sede se encuentra en la casa solariega situada en la calle Campera de Moreda.  

## Himno
Con letra de Pepe Campo y adaptación de Vima, se estrena en 1974